# Otarka australijska
Otarka australijska, uchatka australijska (Neophoca cinerea) – gatunek drapieżnego ssaka z rodziny uchatkowatych (Otariidae).

## Taksonomia
Gatunek po raz pierwszy zgodnie z zasadami nazewnictwa binominalnego opisał w 1816 roku francuski lekarz i przyrodnik François Auguste Péron nadając mu nazwę Otaria Cinerea. Holotyp pochodził z Wyspy Kangura, w Australii Południowej, w Australii. Jedyny żyjący współcześnie przedstawiciel rodzaju otarka (Neophoca).
Autorzy Illustrated Checklist of the Mammals of the World uznają ten gatunek za monotypowy.

### Etymologia
- Neophoca: gr. νεος neos „nowy”; rodzaj Phoca Linnaeus, 1758 (foka)[13].
- cinerea: łac. cinereus „popielato-szary, koloru popiołu”, od cinis, cineris „prochy, popioły”[14].

## Zasięg występowania
Otarka australijska występuje w południowej Australii, od archipelagu Houtman Abrolhos w środkowej części Australii Zachodniej na wschód wzdłuż wybrzeża do południowo-wschodniej Australii Południowej, w tym Wyspy Kangura.

## Morfologia
Długość ciała samic 130–180 cm, samców 250 cm; masa ciała samic 61–105 kg, samców 200–300 kg. Noworodki osiągają długość 60–70 cm i ciężar 6,4–7,9 kg. Występuje dymorfizm płciowy – dorosłe samce są 2,5–3,5 razy cięższe i 1,2 razy dłuższe od dorosłych samic. Wzór zębowy: I {\displaystyle {\tfrac {3}{2}}} C {\displaystyle {\tfrac {1}{1}}} PM {\displaystyle {\tfrac {6}{5}}} = 36.
Mają dużą głowę ze zwężającym się pyskiem. Czaszka ma grzebień strzałkowy. Młode są ciemnobrązowe z jasną górą głowy i ciemnątwarzą. Niedorosłe osobniki mają sierść od płowej do srebrzystoszarej na górze i brązowej do bladożółtej na brzuchu. Dojrzałe osobniki są ciemnobrązowe z kremową głową i karkiem oraz jaśniejszą klatką piersiową i obszarem gardła.

## Ekologia
Żywi się rybami, kalmarami, skorupiakami i innymi morskimi zwierzętami. Uchatki te pożywiają się tylko w morzu. Żyją do 25 lat.

## Status zagrożenia i ochrona
W Czerwonej księdze gatunków zagrożonych Międzynarodowej Unii Ochrony Przyrody i Jej Zasobów został zaliczony do kategorii EN (ang. endangered „zagrożony”). Ich populacja wynosi około 10000 osobników. Gatunek jest wpisany na listę zwierząt zagrożonych.